# Liste de peintres lorrains
Cette liste recense les peintres de nationalité lorraine, c'est-à-dire nés avant l'annexion du Duché de Lorraine par le royaume de France en 1766 :
- Jacques Bellange (1575-1616)
- Claude Bassot (1580-vers 1635)
- Nicolas Bellot (1580-1640)
- Jean Le Clerc (1586-1633)
- Claude Deruet (1588-1660)
- Jacques Callot (1592-1635)
- François de Nomé (v.1593-ap.1623) et Didier Bara (v.1590-v.1656), qui ont utilisé le pseudonyme commun Monsù Desiderio
- Georges de La Tour (1593-1652)
- Thierry Bellangé (vers 1596-milieu du XVIIe siècle)
- Charles Mellin (1597-1649)
- Claude Gellée, dit "Claude Le Lorrain" (1600-1666)
- Charles Poerson (vers 1609-1667)
- François Nicolas dit "Nicolas de Bar" (1632-1695)
- Jean Girardet (1709-1778)
- François Senémont (1720-1782)
- Dominique Pergaut (1729-1808)
- Jean-Baptiste Claudot (1733-1805)
- Gabrielle Bertrand-Beyer (1737-1802)
- Nicolas Chuppin
- Claude Crocq
- Bertrand Maillet
- Pierre Richard (1802-1879)
- Anselme Grinevald (1819-1875)